# Club Atlético San Martín (San Juan)
Club Atlético San Martín (normalmente referido como San Martín de San Juan) é um clube de futebol sediado na cidade de San Juan, na Argentina. Atualmente disputa a Primera División.

## História
O clube foi fundado em 27 de setembro de 1907, com as cores verde e preto, no seu escudo e na camiseta.
Jogou uma temporada na primeira divisão no campeonato Nacional de 1970, mas terminou em último do seu grupo depois de vencer apenas quatro de seus 20 jogos.
Na temporada 2006-2007, o San Martín conseguiu ganhar a promoção da Primera División, quando bateu o Huracán por 3 a 2 no conjunto da eliminatória para o segundo lugar de promoção automática, marcando um gol de empate no final do segundo tempo. O gol da vitória, que lhes deu a promoção, chegou a oito minutos de acréscimo. No entanto, na temporada seguinte o clube voltou a ser rebaixado para a Primera B Nacional. na temporada 2010-11, conseguiu retornar a elite do Campeonato Argentino, após bater o Gimnasia y Esgrima de La Plata por 2 a 1 no conjunto da eliminatória para a promoção. No dia 13 de Abril de 2013, a equipe san juanina aplicou uma goleada histórica pra cima do Boca Juniors por 6 a 1, em partida válida pelo Campeonato Argentino de Futebol. 

## Uniforme
- Uniforme titular: Camisa verde com listras verticais pretas e detalhes pretos na gola e nas mangas, calção preto e meias pretas com detalhes verdes;
- Uniforme reserva: Camisa branca com duas faixas verdes e pretas entrelaçadas, calção branco e meias brancas.